# Степная пеструшка
Степная пеструшка (лат. Lagurus lagurus) — единственный вид рода Lagurus семейства хомяковых.

## Внешний вид
Мелкий зверёк с коротким хвостом. Длина тела 8—12 см, хвоста 7—19 мм. Весит 25—35 г. Глаза и уши небольшие. Окраска верха тела довольно однотонная: от тёмной или буровато-серой до светлой, серовато-палевой; постепенно переходит в несколько более светлую окраску боков и брюшка. Вдоль хребта от носа до хвоста идёт тёмная полоса. Зимний мех лишь немногим длиннее и гуще летнего. Наблюдается посветление и пожелтение окраски с запада на восток и с севера на юг.
От похожих серых полёвок, хомячков Эверсманна и жёлтой пеструшки степная пеструшка отличается полоской на спине. Известны 4 подвида, все представлены на территории России.

## Распространение
Степная пеструшка распространена в южных лесостепях, степях и северных полупустынях Евразии — от Приднепровья (район Кременчуга) до Тянь-Шаня, Западной Монголии, Китая (Синьцзян-Уйгурский автономный район). На территории России водится на юге Европейской части России (Воронежская, Тамбовская области), в Предкавказье, Среднем и Нижнем Поволжье, на Среднем и Южном Урале, в Западной Сибири, в приалтайской степи, в Туве, в степях по р. Абакан (Красноярский край, Хакасия), в Московской области (природоохранный парк «Лосиный Остров»)

## Образ жизни
Обитает в степях; по выгонам и залежам проникает в лесостепь, а по берегам озёр и рек — в полупустыню. Разнотравных степей и кустарниковых зарослей избегает; многочисленна в злаково-разнотравных, ковыльно-типчаковых и белополынных степях. Охотно селится на пашнях, залежных землях, выгонах, по обочинам дорог и железнодорожным насыпям. В каменистой высокогорной степи известна до высоты 2800 м над ур. м. (центральный и восточный Тянь-Шань). В засушливые годы часто уходит на пониженные участки рельефа, в речные долины и озёрные котловины.
Активна круглосуточно, но ведёт полуподземный образ жизни и на поверхность выходит лишь ненадолго, обычно в сумерках или ночью. Исключение составляют годы повышенной численности, когда пеструшки совершают массовые перекочёвки.
Роет довольно сложные норы глубиной 30—90 см; использует также норы других грызунов — сусликов, песчанок, слепушонок, глубокие трещины в почве. Основная нора соединена с несколькими временными сетью тропинок. Зимой прокладывает туннели под снегом. Живёт небольшими колониями; в гнездовой норе весной поселяется пара зверьков.

### Питание
Менее других видов полёвок нуждается в воде и влажном корме. Предпочитает зелёные части узколистных злаков, полыней; в засушливые годы поедает также клубни и луковицы, семена, кору кустарников, иногда животную пищу (саранчовые). Зимние запасы не характерны. В годы массового размножения сильно выедает степную растительность.

### Размножение
В благоприятные годы приносит до 6 помётов, по 5—6 детёнышей (максимум 10—14) в каждом. Новорожденная пеструшка весит около 1 г. Размножается степная пеструшка с марта—апреля по октябрь; в тёплые и кормные зимы на востоке ареала известны случаи подснежного размножения. По наблюдениям в Казахстане весной и летом зверьки живут в норах парами. Беременность длится 14—21 день. Кормящие самки очень терпимы друг к другу и часто селятся в одном гнезде. Самцы потомством не занимаются. Глаза у детёнышей открываются на 11—12 день, на 18—21 день они становятся самостоятельны и способны размножаться уже в возрасте 35—45 дней, успевая до осени принести 1—2 помёта. В лабораторных условиях пеструшки приносят по 10—12 помётов в год.

### Продолжительность жизни
Степные пеструшки являются основой питания лисицы и корсака (более 90 % костей в экскрементах). Лисица съедает до 100 пеструшек в месяц. Пеструшками питаются также мелкие куньи (хорьки, горностай, ласка) и хищные птицы (луни, сарыч-курганник, чайки, совы). При случае охотятся на них и крупные хищники — барсук, росомаха, даже бурый медведь.
В неволе степные пеструшки живут максимум 20 месяцев, хотя некоторые экземпляры доживали до 2-2,5 лет. В природе продолжительность жизни исчисляется месяцами.

## Природоохранный статус
Численность степных пеструшек колеблется по годам более резко, чем у других мелких полёвок фауны России, — годы массового размножения сменяются депрессиями. Местами степная пеструшка — один из основных вредителей полеводства и животноводства, поскольку портит пастбища, сенокосы и посевы зерновых культур, выедая наиболее ценные виды кормовых растений. В полупустынях уничтожает до половины зелёной массы (Казахстан). В европейской части ареала из-за антропогенного давления потеряла своё значение как сельскохозяйственный вредитель. Является носителем возбудителя туляремии в степных очагах (Волгоградская область, Западный Казахстан) и чумы (Северный Прикаспий).